# Tlacote
Tlacote el Bajo es una localidad del estado mexicano de Querétaro que forma parte del municipio de Querétaro y se localiza en las inmediaciones de la capital, la ciudad de Santiago de Querétaro; es conocida comúnmente como Tlacote. Durante la década de 1990 alcanzó atención mediática por ser el lugar de origen de un pozo perteneciente a una hacienda, del que brotaba agua mineral con supuestas propiedades curativas.

## Localización
Tlacote se encuentra a unos cinco kilómetros al noroeste de la ciudad de Santiago de Querétaro, formado parte de su área metropolitana, sus coordenadas son 20°39′44″N 100°30′26″O / 20.66222, -100.50722 y se localiza a una altitud de 1,850 metros sobre el nivel del mar, es una localidad rural dedicada a actividades agropecuarias, su cercanía con Querétaro mantiene un importante flujo comercial de sus habitantes con la ciudad, pues muchos de sus habitantes acuden a estudiar, trabajar o hacer compras a la capital. Su población, de acuerdo a los resultados del Conteo de Población y Vivienda de 2005 realizado por el Instituto Nacional de Estadística y Geografía, es de 5,453 habitantes, siendo 2,723 hombres y 2,730 mujeres.

## El "agua de Tlacote"
La fama de Tlacote y la difusión de las supuestas cualidades curativas de sus aguas de manantial comenzó a partir de 1991, cuando el dueño de un rancho de la población (llamado a su vez "Tlacote"), Jesús Chahin declaró que el agua de un pozo que brotaba dentro de su propiedad tenía dichas facultades; según las declaraciones de él mismo hecha a medios de comunicación electrónicos e impresos, lo descubrió "cuando su perro bebió del agua y se curó de sus heridas, posteriormente lo hicieron trabajadores de su rancho con los mismos resultados". Se hicieron públicas las declaraciones acerca del agua pero en manos de Jesús Chahin y Fundación Tlacote el agua nunca estuvo a la venta. Se decía que esa agua curaba cualquier tipo de enfermedad, no importando el origen de la misma. La fama llegó a todo México y a Estados Unidos y luego a otros países, y en su auge se relata que se hacían filas de varios kilómetros de personas que deseaban obtenerla; llegaban a esta población decenas de autobuses de todas partes de México y del sur de Estados Unidos que hacían viajes especiales para la compra y el consumo de dicho brebaje. Entre los asistentes a dicho lugar se contaba con pacientes con enfermedades de diversos niveles de gravedad, llegando incluso a presentarse pacientes con enfermedades crónicas o en fase terminal, que asistían con la esperanza de recibir los beneficios del líquido considerado "milagroso". Varias personas declararon haber sanado de sus males, aunque se ha sugerido que la percepción de las mismas es un ejemplo del efecto placebo; sin embargo, con el tiempo la fama del lugar se fue desvaneciendo hasta desaparecer prácticamente.
Nunca se ofrecieron pruebas de las propiedades curativas que se afirmaba tenía el agua de ese manantial, ni se corroboró la efectividad de alguna de las curaciones atribuidas a esa causa. En contraparte, análisis de una muestra de dicho líquido demostraron que se trataba de agua mineral ordinaria.
Actualmente dicho rancho no pertenece a ningún miembro de la familia Chahin.